# 田上高
田上高（日语：／ Tanoue Takashi，1947年4月30日—2009年2月19日），日本男子摔跤运动员。他曾代表日本参加世界摔跤锦标赛，获得二枚铜牌。他也曾参加1972年夏季奥林匹克运动会，并未获得奖牌。